# Dieppe (Novo Brunswick)

Dieppe é uma cidade na província de Novo Brunswick no Canadá. Situa-se no sudeste da província às margens do rio Petitcodiac. Sua população é de cerca de 15.000 habitantes. Antes cidade dormitório, hoje é uma das cidades que mais cresce em Novo Brunswick.